# Robert Carlyle
Robert Carlyle OBE (Glasgow, 14 d'abril de 1961) és un actor escocès. Alguns dels seus papers més recordats són a les pel·lícules Trainspotting, The Full Monty, The World Is Not Enough, Angela's Ashes, The 51st State i 28 Weeks Later, i a les sèries de televisió Stargate Universe, Hamish Macbeth i Once Upon a Time.

## Biografia
Després d'haver debutat al teatre i a la televisió com a actor però també fent de pintor i decorador, fa els seus primers passos en el cinema sota la direcció de Ken Loach a  Riff-Raff  el 1990, amb qui roda de nou a  Carla's Song  el 1996. És gràcies a la seva participació en importants pel·lícules britàniques de finals dels anys 1990 (Trainspotting, The Full Monty que es guanya una reputació mundial. Apareix des de llavors cada vegada més en produccions hollywoodienques (The World Is Not Enough o The Beach) sense tanmateix abandonar les pel·lícules britàniques.
Ha estat escollit, el desembre de 2008, per ser l'actor principal de la tercera sèrie de la franquícia  Stargate :  Stargate Universe.
A partir del 2011, Carlyle va començar a interpretar Mr. Gold - Rumpelstiltskin a la sèrie de la cadena ABC Once Upon a Time.

## Premis
- BAFTA al millor actor per The Full Monty (1998)
- Premi GEMINI al millor actor, per Stargate Universe (2010)
- BAFTA escocès al millor actor de TV

## Filmografia
- 1990: Silent Scream de David Hayman
- 1990: Riff-Raff de Ken Loach
- 1993: Perdut en el temps (Being Human), de Bill Forsyth
- 1993: Safe, d'Antonia Bird
- 1994: Priest, d'Antonia Bird
- 1995 - 1997: Hamish Macbeth (sèrie TV de 20 episodis)
- 1995: Go now, de Michael Winterbottom
- 1996: Trainspotting, de Danny Boyle
- 1996: Carla's Song, de Ken Loach
- 1997: The Full Monty, de Peter Cattaneo
- 1997: El rostre (Face), d'Antonia Bird
- 1999: Plunkett i MacLeane (Plunkett & Macleane), de Jake Scott
- 1999: Ravenous, d'Antonia Bird
- 1999: The World Is Not Enough, de Michael Apted
- 1999: Angela's Ashes, d'Alan Parker
- 2000: The Beach, de Danny Boyle
- 2000: There's Only One Jimmy Grimble, de John Hay
- 2001: To End All Wars, de David L. Cunningham
- 2001: The 51st State, de Ronny Yu
- 2002: Once Upon a Time in the Midlands, de Shane Meadows
- 2002: Black and White, de Craig Lahiff
- 2003: Hitler: The Rise of Evil (TV) de Christian Duguay
- 2004: Dead Fish, de Charley Stadler
- 2004: Gunpowder, Treason & Plot (TV) de Gillies MacKinnon
- 2005: The Mighty Celt, de Pearse Elliott
- 2005: Monroe: Class of '76 (TV) d'Ashley Pearce
- 2005: Trafic d'innocence (TV) de Christian Duguay
- 2006: La grande inondation (TV) de Tony Mitchell
- 2006: Eragon de Stefen Fangmeier
- 2006: Born equal de Dominic Savage
- 2007: 28 Semaines plus tard de Juan Carlos Fresnadillo
- 2007: La Grande Inondation (TV): Rob Morrison
- 2008: 24: Redemption (TV) de Jon Cassar
- 2008: I Know You Know de Justin Kerrigan
- 2008: Stone of Destiny de Charles Martin Smith
- 2008: Summer de Kenneth Glenaan
- 2008: The Last Enemy (TV) de Iain B. MacDonald
- 2009: Zig Zag Love (TV) de Gillies MacKinnon
- 2009:  The Tournament de Scott Mann
- 2009:  The Unloved (TV) de Samantha Morton
- 2009-2010: Stargate Universe (sèrie TV de 40 episodis)
- 2012: California Solo
- 2015: The Legend of Barney Thomson
- 2017: T2 Trainspotting
- 2019:	Yesterday de Danny Boyle